# Geophysical Research Letters
Geophysical Research Letters est une revue scientifique bimensuelle de géosciences à comité de lecture publiée par l'American Geophysical Union et créée en 1974.  En 2020, son rédacteur en chef est Harihar Rajaram, professeur à l'Université Johns-Hopkins.

## Objectifs et portée
La revue vise à publier rapidement des rapports de recherche concis sur une ou plusieurs des disciplines couvertes par l'American Geophysical Union, telles que les sciences de l'atmosphère, la Terre solide, les sciences spatiales, l'océanographie, l'hydrologie, les processus de surface terrestre et la cryosphère. La revue publie également des analyses par invitation qui couvrent les avancées réalisées au cours des deux ou trois dernières années. Le lectorat cible est la communauté des sciences de la Terre, la communauté scientifique au sens large et le grand public,.

## Indexation
Cette revue est indexée dans les bases suivantes :
- SPIN
- Computer & Control Abstracts
- Electrical & Electronics Abstracts
- Physics Abstracts. Science Abstracts. Series A
- Electronics and Communications Abstracts
- ISMEC Bulletin
- Pollution Abstracts
- Safety Science Abstracts Journal
- Life Sciences Collection
- Excerpta Medica
- Coal Abstracts
- International Aerospace Abstracts
- GeoRef
- Chemical Abstracts
- GEOBASE
- Energy Research Abstracts
- Scopus
- PubMed
- Science Citation Index Expanded

Selon les Journal Citation Reports, la revue a un facteur d'impact de 4,58 en 2019. Geophysical Research Letters est également la cinquième publication la plus citée à propos du changement climatique entre 1999 et 2009.